# Trolleybus de Bologne
Le réseau de trolleybus de Bologne compte en 2020 cinq lignes desservant la ville de Bologne en Italie.

## Réseau actuel

### Aperçu général
- 13 Borgo Panigale - centro - San Ruffillo - Rastignano di Pianoro
- 14 Piazza Giovanni XXIII - Due Madonne
- 15 Piazza XX Settembre - Via Rizzoli - Via Mazzini - San Lazzaro di Savena
- 32 Circolare destra
- 33 Circolare sinistra

### Flotte actuelle (2016 -)
Depuis 2012, le système de trolleybus est exploité par TPER. En 2017, la flotte comprend 95 trolleybus :
- 20 trolleybus Autodromo / MAN articulés, 1re série (no 1021-1040), construits 1996-1997, 36 sièges, 108 places debout ;
- 15 trolleybus articulés Autodromo / MAN, 2e série (no 1041-1055), construits 1999-2000, 37 sièges, 102 places debout ;
- 11 Solaris Trolleybus articulés Trollino (no 1056–1066), construits en 2010 ;
- 49 Iveco Trolleybus articulés Crealis (no 1101–1149), construits 2015–16, entrés en service 2016-2017.

La commande de 49 trolleybus Crealis Neo, à construire par Iveco Bus, a été passée en 2012. Les trois premiers ont été livrés au printemps 2015.